# 大善寺 (八王子市)
大善寺（だいぜんじ）は、東京都八王子市にある浄土宗の寺院。山号は観池山。院号は往生院。本尊は阿弥陀如来。通称はどんりゅうさま。

## 由緒
天正年間（1573年～1592年）北条氏照の開基、牛秀の開山により、滝山城下に創建されたという。のち八王子城下に移転するが、八王子城落城に伴い大横町に移転、江戸時代には浄土宗の檀林が置かれていた。戦後浄土宗から独立して単立となった。1961年に大谷町に移転、一時大和田町に本堂を移していたが、1981年に現在の大谷町の本堂が完成した。2018年には改めて浄土宗に復帰した。
大谷町に移転以来、隣接地で富士見台霊園を経営している。霊園内には、松本清張（小説家）・赤塚不二夫（漫画家）・佐多稲子（小説家）・室田日出男（俳優）・市川正一（社会運動家）・駒井鵞静（作家）・竹内景助（三鷹事件）・小森田一記（雑誌編集者・事業家）・海老原博幸（プロボクサー）・井田誠一（作詞家）・手島右卿（書家・文化功労者）の墓がある。

## 所在地
- 東京都八王子市大谷町1019

## 関連文献
- 「元八王子村 大善極楽二寺跡」『新編武蔵風土記稿』 巻ノ104多磨郡ノ16、内務省地理局、1884年6月。NDLJP:763991/39。
- 「梅坪村 舊跡大善寺跡」『新編武蔵風土記稿』 巻ノ119多磨郡ノ31、内務省地理局、1884年6月。NDLJP:763994/65。